# Sara Møller Olsen
Sara Møller Olsen (født 8. januar 1985) er en dansk skuespillerinde.
Sara er opvokset i Vangede. Hun startede med skuespil allerede som 8-årig, da hun medvirkede i sin debutfilm. Siden har hun haft roller både på TV og i film, samt medvirket i flere reklamer.

## Filmografi

### Film
| År   | Titel                | Rolle          | Noter |
| ---- | -------------------- | -------------- | ----- |
| 1994 | Vildbassen           | lille Søs      |       |
| 1997 | Sunes familie        | Marie          |       |
| 1997 | Nonnebørn            | pige           |       |
| 2002 | Elsker dig for evigt | iskioskpige    |       |
| 2004 | Tæl til 100          | Helene         |       |
| 2004 | Familien Gregersen   | Connie         |       |
| 2006 | Råzone               | Pernille       |       |
| 2007 | Fighter              | Sofies veninde |       |

### Tv-serier
| År      | Titel           | Rolle                 | Noter               |
| ------- | --------------- | --------------------- | ------------------- |
| 1995-97 | Hjem til fem    | Rosa, Ulriks datter   |                     |
| 2000    | Jul på Kronborg | Line, Julies veninde  |                     |
| 2002    | Plan B          | Katia, hendes veninde |                     |
| 2004    | Ørnen           | au pair pige          | afsnit 10           |
| 2018    | Hånd i hånd     | læge                  | S1E2                |
| 2019    | Sygeplejeskolen | Ellen Berthelsen      | S2E4 (Mørke minder) |